# عدي روتشا
عدي روتشا (بالبرتغالية: Adi Rocha Sobrinho‏) (15 ديسمبر 1985 في مارانهاو في البرازيل – )؛ هو لاعب كرة قدم كان يلعب كمهاجم.

## وصلات خارجية
- عدي روتشا على موقع رابطة كرة القدم اليابانية للمحترفين (اليابانية)
- عدي روتشا على موقع قاعدة بيانات كرة القدم.إي يو (الإنجليزية)
- عدي روتشا على موقع Soccerway.com (الإنجليزية)
- عدي روتشا على موقع عالم كرة القدم.نت (الإنجليزية)
- عدي روتشا على موقع AS.com (الإسبانية)